# Kępa (Mniszek)
Kępa – kolonia wsi Mniszek w Polsce położona w województwie świętokrzyskim, w powiecie jędrzejowskim, w gminie Małogoszcz.